# Bandar Nauli
Bandar Nauli is een bestuurslaag in het regentschap Padang Lawas Utara van de provincie Noord-Sumatra, Indonesië. Bandar Nauli telt 91 inwoners (volkstelling 2010).